# ル・モーン・ブラバン

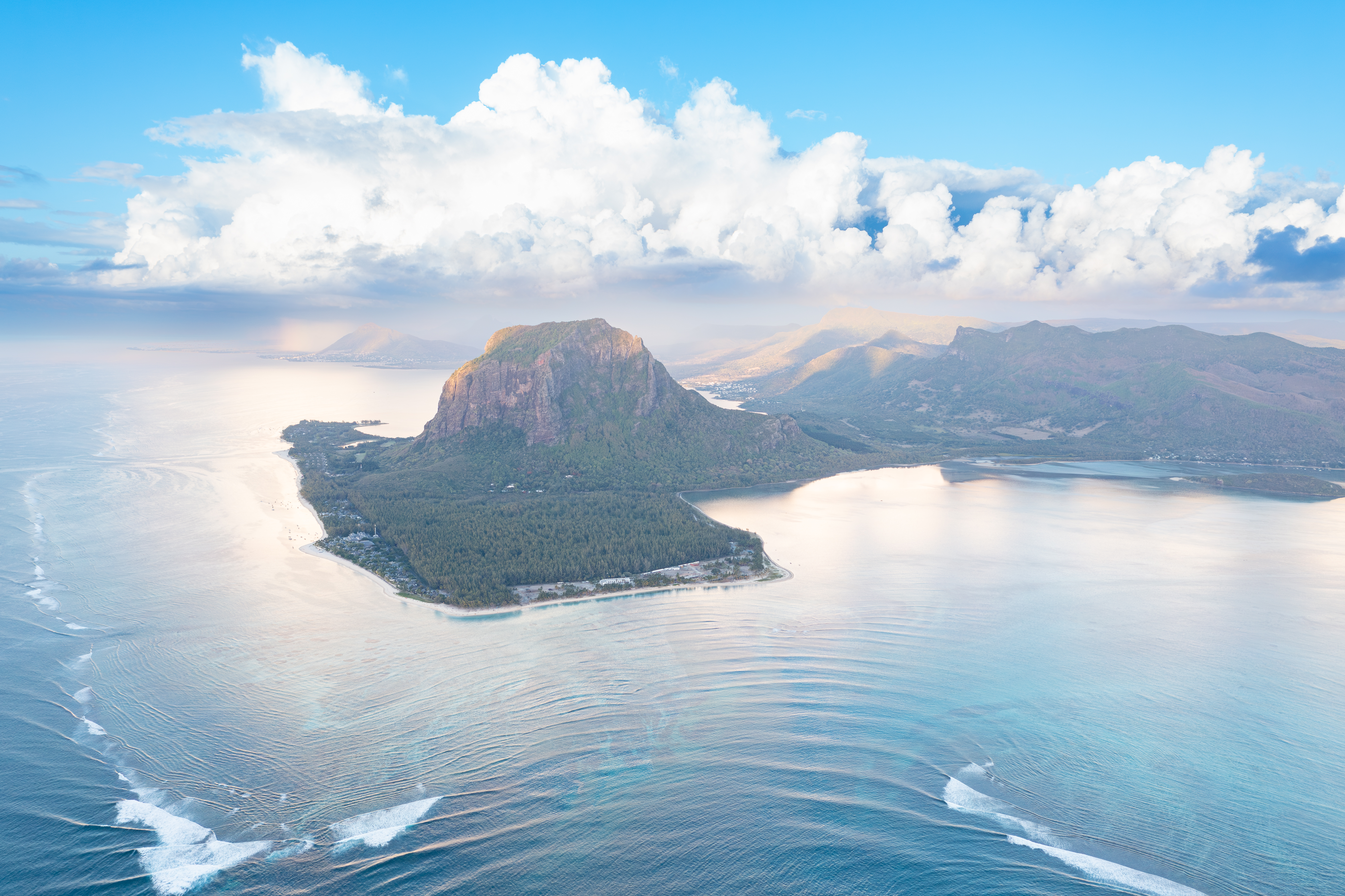
ル・モーン半島

ル・モーン・ブラバン（Le Morne Brabant）は、モーリシャスの南西端に位置する半島で、この島の風上に位置している。この半島には名前の由来になった玄武岩のル・モーン山（標高 556 m）が聳えており、モーリシャスでもとびきりの見晴らしを提供してくれる。頂上部分の面積は12 ha以上あり、そこへ至る急斜面には多くの突き出した洞窟群がある。半島はラグーンで囲まれており、観光名所になっている。
この半島は微気候の恩恵を受けており、世界でも特に稀少な絶滅危惧種の一つであるマンドリネット（Mandrinette、アオイ科の一種）の3つしか残っていない生育地のひとつにもなっている。他の稀少な植物としては、やはりアオイ科の植物であるトロケティア・ボウトニアナ（Trochetia boutoniana）が山腹にのみ自生している。 

## 世界遺産
ル・モーン山は、19世紀に逃亡したアフリカ大陸、マダガスカル、インドおよび東南アジア出身の奴隷（マルーン）の隠れ場所として使われたことでも知られるようになった。モーリシャスで奴隷制が廃止されたときには、警官隊がル・モーンに赴き、君たちは自由になったのだと呼びかけたが、警官隊の来訪理由を誤解した奴隷たちは、飛び降りて亡くなった。これは現在もモーリシャス・クレオールの人たちの共有された記憶と口承に残っている。
ル・モーン山は2003年にモーリシャスの世界遺産暫定リストに掲載された後、2008年の第32回世界遺産委員会で、「自由を求めた奴隷たちの戦いのシンボル」として評価され、世界遺産リストへの登録が認められた。モーリシャスの世界遺産としては、2006年に登録されたアープラヴァシ・ガートに続いて2件目である。

### 登録基準
この世界遺産は世界遺産登録基準のうち、以下の条件を満たし、登録された（以下の基準は世界遺産センター公表の登録基準からの翻訳、引用である）。
- (3) 現存するまたは消滅した文化的伝統または文明の、唯一のまたは少なくとも稀な証拠。
- (6) 顕著で普遍的な意義を有する出来事、現存する伝統、思想、信仰または芸術的、文学的作品と直接にまたは明白に関連するもの（この基準は他の基準と組み合わせて用いるのが望ましいと世界遺産委員会は考えている）。